# Senat der Freien Stadt Danzig

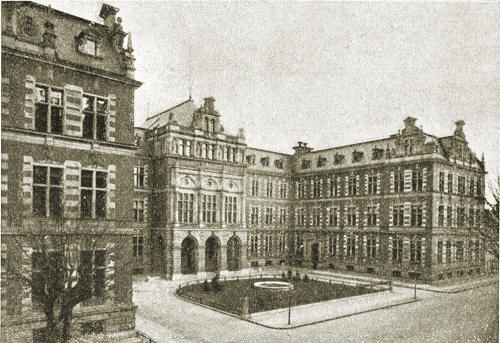
Senatsgebäude 1950

Der Senat der Freien Stadt Danzig war die Regierung der Freien Stadt Danzig von 1920 bis 1939. Er löste damit die alliierte Verwaltung aus dem Administrator Reginald Thomas Tower und dem Danziger Staatsrat ab.

## Verfassungsregelungen

Senatsflagge

Die Abtrennung Danzigs vom Deutschen Reich gegen den Willen breiter Teile der Bevölkerung als „Freie Stadt“ ohne Abstimmung führte zu der Notwendigkeit, eine Verfassung auszuarbeiten. In der daraufhin erarbeiteten Verfassung der Freien Stadt Danzig wurde die Rolle des Senats in den Artikel 25 bis 42 geregelt. Der Senat bestand aus 7 hauptamtlichen (darunter der Präsident des Senats als Vorsitzenden und dem stellvertretenden Präsidenten als stellvertretenden Vorsitzenden) und 13 ehrenamtlichen Senatoren. Die hauptamtlichen Senatoren wurden vom Volkstag auf 4 Jahre gewählt, die nebenamtlichen Senatoren sogar auf unbestimmte Zeit. Nur durch ein ausdrückliches Misstrauensvotums des Volkstages konnten ehrenamtliche Senatoren abberufen werden. Auch bei einer Auflösung des Volkstages blieb der Senat im Amt.
Der Senat war die oberste Landesbehörde. Insbesondere hatte er die Aufgabe:
- die Gesetze innerhalb eines Monats nach ihrem verfassungsmäßigen Zustandekommen zur verkünden und die zu ihrer Ausführung notwendigen Verordnungen zu erlassen;
- die Landesverwaltung selbständig im Rahmen der Verfassung, der Gesetze und des Staatshaushaltsplanes zu führen und die Aufsicht über sämtliche Landesbehörden auszuüben;
- den Entwurf des Haushaltsplanes aufzustellen;
- das Eigentum und die Einkünfte des Staates zu verwalten, die Einnahmen und Ausgaben anzuweisen und die Rechte des Staates zu vertreten;
- die Beamten zu ernennen, soweit nicht durch Verfassung oder Gesetz etwas anderes vorgeschrieben ist;
- im Rahmen der Verfassung und der Gesetze für die Sicherheit und das Gemeinwohl des Staates und aller Staatsangehörigen zu sorgen und die hierzu erforderlichen Vorschriften zu erlassen.

Das in Artikel 43 bis 49 geregelte Gesetzgebungsverfahren regelte, dass Gesetze der Zustimmung von Senat und Volkstag bedurften. Für den Fall, dass der Senat Gesetzesentwürfen des Volkstags seine Zustimmung versagt, war eine Volksabstimmung vorgesehen. Verfassungsänderungen bedurften einer Zweidrittelmehrheit.
Mit der Verfassungsänderung mit dem Gesetz vom 4. Juli 1930 wurde die Zahl der Senatoren auf 12 (und die der Volkstagsabgeordneten von 120 auf 72) herabgesetzt.

## Die einzelnen Senate

### Senat Sahm I und II
Nach der Proklamation der Freien Stadt Danzig am 15. November 1920 wählte die verfassungsgebende Versammlung am 6. Dezember 1920 den ersten Senat. Es hatte sich eine bürgerliche Koalition aus DNVP, Zentrum DDP und der ebenfalls liberalen Freien Wirtschaftlichen Vereinigung gebildet. Die Sozialdemokraten standen in Opposition. An der Spitze des Senats stand der parteilose Heinrich Sahm, der bisherige Oberbürgermeister, der 68 von 120 Stimmen erhielt. Als ehrenamtliche Senatoren wurden 4 deutschnationale, 4 Zentrumsmitglieder und 5 liberale Politiker gewählt. Bei der Wahl zum 2. Volkstag am 18. November 1923 wurde die Koalition bestätigt und der Senat Sahm I blieb bis zum 10. Dezember 1924 im Amt. Der dann neu gebildete Senat Sahm II entsprach dem ersten.
Für die Mitglieder des Senats siehe Senat Sahm I.

### Minderheitssenat 1925 bis 1928
Die Ablehnung des Staatshaushaltes 1925 durch den Vizepräsidenten Ernst Ziehm führte zu einer Regierungskrise. Als neuer Senat wurde am 19. August 1925 ein Minderheitssenat aus SPD, Zentrum und der Deutsch-Liberalen Partei (diese hatte sich 1925 aus der "Freien Vereinigung der Beamten, Angestellten und Arbeiter" und der "Deutschen Partei für Fortschritt und Wirtschaft (seit 1920 der Name der Freien Wirtschaftlichen Vereinigung) gebildet). Diese Regierung wurde durch die Polen und den fraktionslos gewordenen Abgeordneten Wilhelm Rahn toleriert.
Auch wenn Sahm eine Regierungsbeteiligung der SPD ablehnte, blieb er doch aus Gründen der Kontinuität im Amt. Die ehrenamtlichen Senatoren wurden durch 7 Sozialdemokraten, 4 Zentrumsmitglieder und 2 Deutschliberale ersetzt. Der Senat blieb bis zum 18. Dezember 1928 im Amt.
Für die Mitglieder des Senats siehe Senat Sahm II.

### Senat Sahm III
Bei der Wahl zum 3. Volkstag am 13. November 1927 ergaben sich weitere Verschiebungen hin zur SPD. Damit hatten die Parteien der bisherigen Minderheitsregierung nun eine Mehrheit. Unbeschadet einiger personeller Änderungen stellten daher weiter SPD, Zentrum und Liberale den Senat.
Über die Frage der Wohnraumbewirtschaftung und der Finanzierungsgesetze zerbrach die Koalition 1930. Am 29. März schieden die Liberalen und am 2. April 1930 die SPD aus dem Bündnis aus. Im Mai 1930 scheiterte der Versuch Heinrich Sahms, einen bürgerlichen Senat zu bilden. Einen weiteren Rückschlag erlitt Sahm bei der Abstimmung über die Verfassungsänderung, bei der sich die DNVP durchsetzte, den Volkstag von 120 auf 72 Abgeordnete zu verkleinern. Der Senat blieb noch bis zum 9. Januar 1931 im Amt.
Für die Mitglieder des Senats siehe Senat Sahm III.

### Senat Ziehm
Bei der Wahl zum 4. Volkstag am 16. November 1930 hatten weder die linken noch die bürgerlichen Parteien eine Mehrheit erhalten. Die NSDAP, die 12 Mandate erhalten hatte, war Zünglein an der Waage geworden.
Am 10. Januar 1931 wurde ein neuer Senat unter Ernst Ziehm gebildet. Deutschnationale, Zentrum und Liberale bildeten diesen neuen Senat, der von den Nationalsozialisten toleriert wurde. Im Herbst 1931 wurde in der NSDAP ein Sturz des Senates Ziehm diskutiert, Adolf Hitler entschied sich jedoch dagegen. Ende 1932 änderte Hitler seine Meinung und man wartete auf einen Anlass. Mit der Ernennung Hitlers zum Reichskanzler im Januar 1933 sah die NSDAP die Zeit gekommen. Sie entzog dem Senat Ziehm das Vertrauen und bot an, in einen gemeinsamen Senat mit den bürgerlichen Parteien einzutreten, wenn Hermann Rauschning Senatspräsident würde und die NSDAP den Innensenator stellen würde. Die bürgerlichen Parteien lehnten dies ab und der Senat trat geschlossen zurück. Er blieb noch bis zum 20. Juni 1933 geschäftsführend im Amt.
Für die Mitglieder des Senats siehe Senat Ziehm.

### Zeit des Nationalsozialismus
Die Wahl zum 5. Volkstag am 28. Mai 1933 ergab eine absolute Mehrheit für die Nationalsozialisten. Am 20. Juni 1933 wurde ein Senat unter Hermann Rauschning gewählt, dem nur noch Nationalsozialisten und zwei Zentrumsmitglieder angehörten. Der Volkstag beschloss der Übernahme des Ermächtigungsgesetzes und der Senat konnte nun mit Notverordnungen auch ohne Parlament regieren.
Nachdem die NSDAP Rauschnig das Vertrauen entzogen hatte, wurde am 23. November 1934 ein neuer NSDAP-Senat unter Arthur Greiser gebildet. Durch den besonderen Status der Stadt konnte die Gleichschaltung zwar faktisch betrieben jedoch nicht formal abgeschlossen werden. In der massiv gefälschten Volkstagswahl in Danzig 1935 versuchten die Nationalsozialisten daher eine verfassungsändernde Mehrheit zu erhalten um die bereits ausgehöhlte Verfassung und damit den Senat zu beseitigen und das Führerprinzip einzuführen. Sie erhielten jedoch keine Zweidrittelmehrheit.
Mit dem Überfall auf Polen wurde Danzig wieder an das Reich angegliedert und Freie Stadt sowie der Senat hörten auf zu bestehen.
Für die Mitglieder des Senats siehe Senat Rauschning und Senat Greiser.

## Der Senat als Organ der Kommune
Die Freie Stadt Danzig bestand aus der Stadt Danzig und umliegenden Landkreisen. Während die Landkreise gemäß dem „Gesetz über die Gemeindewahlen“ vom 4. April 1924 eigene Organe der kommunalen Selbstverwaltung (Kreistag, Kreisausschuss, Landrat) wählten, erfolgte eine derartige Wahl für die Stadt Danzig nicht. Hier nahm der Senat gleichzeitig die Aufgabe des Magistrats wahr. Die Stadtverordnetenversammlung aus 51 Mitgliedern wurde durch den Volkstag gewählt. Diese Regelungen waren vorläufig mit dem „Gesetz betreffend die vorläufige Regelung verschiedener Punkte des Gemeindeverfassungsrechtes“ vom 18. Juli 1919 und endgültig mit dem Gesetz „Über die Verwaltung der Gemeindeangelegenheiten der Stadt Danzig“ 9. Oktober 1923 getroffen. In den einzelnen Bezirken der Stadt Danzig wurden jeweils Bezirksvorsteher durch das Volk auf 6 Jahre gewählt.

## Sitz
Der Senat hatte seinen Sitz im ehemaligen Regierungspräsidium des Regierungsbezirks Danzig (bis 1920), Neugarten 12–16, Danzig.